# Pelourinho de Dornelas
O Pelourinho de Dornelas é um pelourinho situado na freguesia de Dornelas, no município de Boticas, distrito de Vila Real, em Portugal.
Está classificado como Imóvel de Interesse Público desde 1933.